# Algodones, Novi Meksiko
Algodones je popisom određeno mjesto u okrugu Sandovalu u američkoj saveznoj državi Novom Meksiku. Prema popisu stanovništva SAD 2010. ovdje je živjelo 814 stanovnika. 
Dio je metropolitanskog statističkog područja Albuquerquea.

## Zemljopis
Nalazi se na 35°22′44″N 106°29′7″W / 35.37889°N 106.48528°W (34.409157, -107.514762). Prema Uredu SAD-a za popis stanovništva, zauzima 18,9 km2 površine, od čega 18,7 suhozemne.

## Stanovništvo
Prema podatcima popisa 2010. ovdje je bilo 814 stanovnika, 271 kućanstavo od čega 198 obiteljskih, a stanovništvo po rasi bili su 49,5% bijelci, 0,4% "crnci ili afroamerikanci", 13,9% "američki Indijanci i aljaskanski domorodci", 0,9% Azijci, 0,0% "domorodački Havajci i ostali tihooceanski otočani", 32,3% ostalih rasa, 3,1% dviju ili više rasa. Hispanoamerikanaca i Latinoamerikanaca svih rasa bilo je 62,9%.